# Fatti di Rovereta
I fatti di Rovereta sono un convulso e controverso episodio della storia politica della Repubblica di San Marino verificatosi dal 19 settembre al 14 ottobre 1957.

## Antefatti

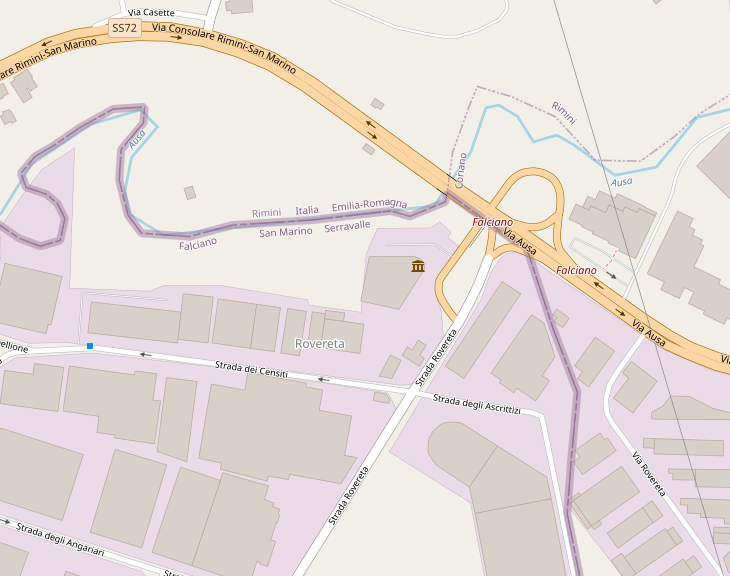
Carta di Rovereta, luogo dei Fatti del 1957.

Successivamente al governo di unità nazionale seguito alla caduta del fascismo, dalle elezioni dell'11 marzo 1945 la Repubblica fu retta da una coalizione di sinistra tra il Partito Comunista Sammarinese (PCS) e il Partito Socialista Sammarinese (PSS), confermata anche alle consultazioni del 1955. In quelle elezioni, PCS e PSS avevano ottenuto complessivamente 35 seggi sui 60 del Consiglio Grande e Generale; tuttavia, negli anni successivi, si verificarono degli spostamenti tra i gruppi consiliari – a opera di un gruppo di cinque dissidenti del PSS contrari all'alleanza con il PCS guidati da Alvaro Casali – che portarono il Consiglio a essere spaccato a metà dal febbraio 1957.
Queste scelte politiche si inserivano nel contesto internazionale della guerra fredda, per cui il governo democristiano italiano mal sopportava la presenza dei comunisti al governo della piccola repubblica, che aveva mostrato in quegli anni un deciso rafforzamento delle politiche sociali e delle relazioni diplomatiche con l'Unione Sovietica. L'uscita del PCS dal governo veniva percepita come necessaria per ottenere l'appoggio finanziario dell'Italia e degli Stati Uniti.
Già in precedenza l'Italia, per volere del presidente del consiglio Mario Scelba, aveva posto in essere un atto di forza verso il governo sammarinese, imponendo la chiusura di un casinò appena aperto nella Repubblica del Titano.

## La situazione parlamentare
La perfetta parità in Consiglio Grande e Generale non impedì in un primo tempo il funzionamento dell'organo, che si trovò invece paralizzato quando, a metà aprile, i dissidenti socialisti diedero vita a un nuovo partito, il Partito Socialista Indipendente Sammarinese alleato nella "compagine democratica" con i democristiani ed il Partito Socialista Sammarinese. 
Vista la situazione di stallo, per tutta l'estate, i capitani reggenti Giordano Giacomini (socialista) e Primo Marani (comunista) evitavano di riunire il Consiglio; tuttavia, erano obbligati a convocare la seduta per l'elezione dei Reggenti per il mandato ottobre 1957 – aprile 1958, come prescritto dagli Statuti. L'elezione venne fissata per il pomeriggio del 19 settembre.
Il 18 settembre Attilio Giannini, eletto nel 1955 come indipendente nella lista del PCS, abbandonò la coalizione governativa. Si venne così a creare una nuova, risicata maggioranza formata da 23 consiglieri democristiani, 5 del socialisti indipendenti, 2 socialdemocratici e dall'indipendente Giannini.
In seguito alla comunicazione da parte dell'opposizione della costituzione della nuova maggioranza, la Reggenza ricevette dai segretari del PCS e del PSS le lettere di dimissioni di 34 consiglieri della precedente maggioranza con firme autentiche datate 19 settembre 1957. Era infatti consuetudine del PCS e del PSS far firmare ai loro eletti una lettera di dimissioni con la data in bianco, a titolo di garanzia del rispetto delle direttive del Partito nell'attività consiliare. Risultavano dimissionari, quindi, anche i quattro consiglieri del PSIS – pur avendo precedentemente ritrattato le dimissioni in Consiglio – e Giannini.
Constatata la dimissione della maggioranza dei consiglieri, la Reggenza sciolse il Consiglio e indisse nuove elezioni per il 3 novembre. Inoltre, diede ordine alla Gendarmeria di chiudere e presidiare Palazzo Pubblico, presso cui si stavano dirigendo i consiglieri della nuova maggioranza.
La decisione della Reggenza dava luogo a una delicata situazione istituzionale, in quanto lo scioglimento del Consiglio si rendeva obbligatorio in seguito alle dimissioni della maggioranza dei consiglieri, ma ciò provocava la proroga del mandato degli stessi Reggenti in carica, circostanza che mai si era verificata se non per decisione del Consiglio, in occasione di eventi di straordinaria gravità.
I 31 consiglieri della nuova maggioranza, dopo aver nominato un Comitato Esecutivo composto da Federico Bigi, Alvaro Casali, Pietro Giancecchi e Zaccaria Giovanni Savoretti, si riunirono sul sagrato della Pieve dove rivendicarono la guida del Paese. A loro avviso, la mancata elezione dei nuovi Reggenti si configurava come un colpo di Stato; tuttavia, non diedero vita a un nuovo governo, né elessero i nuovi Reggenti.
In seguito a tali eventi, non si verificarono disordini, pur perdurando il clima di tensione. Nei giorni seguenti, tutti i partiti ricercarono appoggi e contatti con gli esponenti italiani.

## Il governo provvisorio di Rovereta

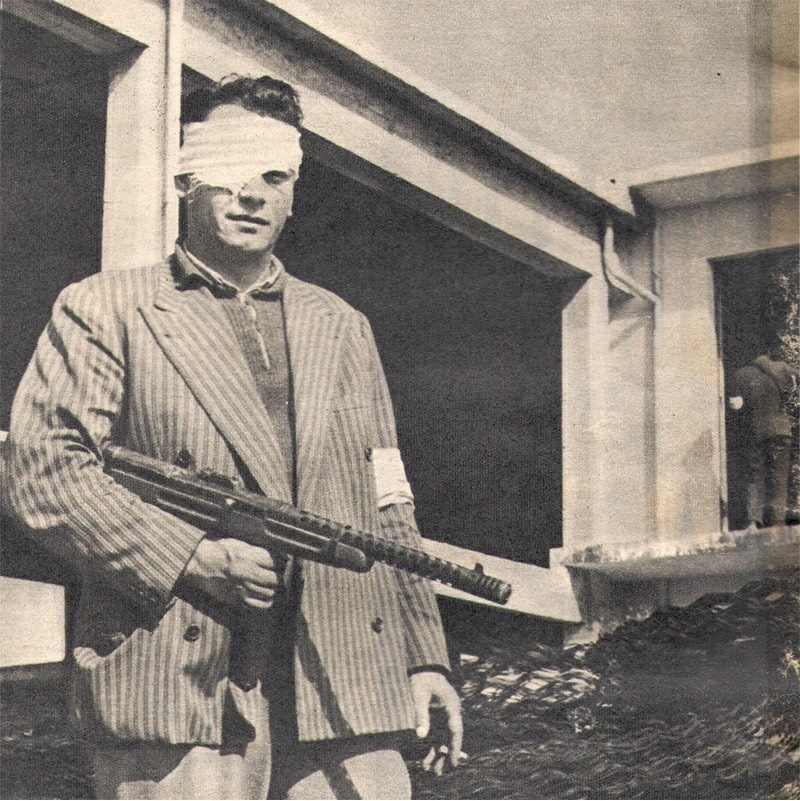
Golpista armato dell'autoproclamato 'governo provvisorio'

La sera del 30 settembre i consiglieri della nuova maggioranza occuparono a Rovereta uno stabilimento industriale in costruzione, situato in una lingua di terra nella parte più a nord-est di San Marino, circondata per tre lati su quattro da territorio della Repubblica Italiana. Allo scoccare della mezzanotte tra il 30 settembre e il 1º ottobre, in concomitanza con la scadenza del mandato dei reggenti in carica, i membri del Comitato esecutivo si proclamarono a capo di un governo provvisorio. Lo stesso giorno in mattinata il governo provvisorio incontrò il Console italiano a San Marino Giovanni d’Alessandro che informò del riconoscimento del nuovo governo da parte dell’Italia. Subito dopo i carabinieri italiani circondarono lo stabilimento per tre lati su quattro, quelli in territorio italiano. Il governo italiano riconobbe immediatamente i ribelli, autoproclamatisi governo provvisorio.
Sparsasi la voce della ribellione, la Reggenza istituì un corpo di milizia volontaria, temendo l'intervento armato del governo provvisorio, sostenuto militarmente dall'Italia, verso il Palazzo Pubblico.
In un quadro di crescente tensione, alimentata dall'afflusso di armi dall'Italia a sostegno di entrambe le parti e dal fallimento dei tentativi di mediazione, il Comandante della Gendarmeria Ettore Sozzi si dimostrò in grado di mantenere l'ordine pubblico. Nel frattempo si svolsero incontri tra le due parti con le mediazioni di Oliviero Cappelli, il direttore dell’Ufficio Tributario, un italiano da lungo tempo residente a San Marino. Trattative che si trasferirono poi a Rimini.

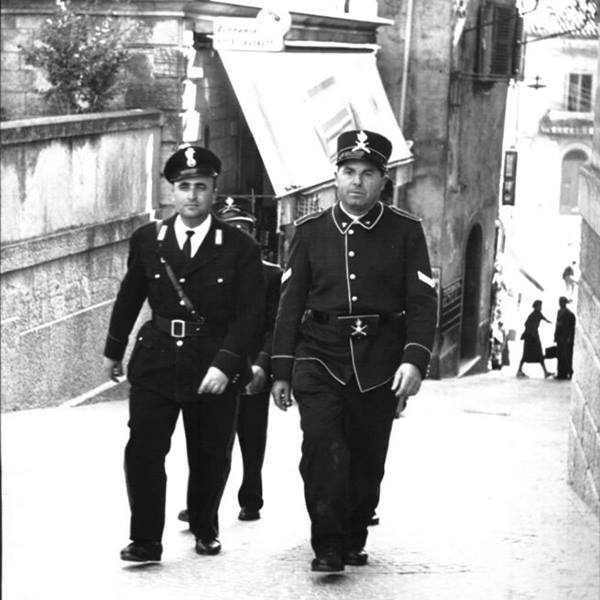
Un gendarme ed un milite risalgono la via per il Pianello a San Marino Città.

Tra l'8 ed il 10 ottobre, il governo provvisorio affidò proprio a Sozzi i pieni poteri per il mantenimento dell'ordine pubblico e la costituzione di un nuovo Corpo di Gendarmeria in Città.
L'11 ottobre i reggenti misero fine alla crisi, riconoscendo il governo provvisorio e sciogliendo la Milizia Volontaria. Il 14 ottobre il nuovo governo, legittimato tre giorni prima, lasciò Rovereta per salire sul Titano ed insediarsi a Palazzo Pubblico.